# کل تبتی
کل تبتی یا چیرو یا اُروُنگوُ پستانداری از خانوادهٔ گاوسانان است که تنها عضو زیرخانوادهٔ Pantholopinae به شمار می‌رود. میانگین ارتفاع آن به ۱۲۰ سانتیمتر می‌رسد. این نوع کل در دامنه‌های هیمالایا و به ویژه تبت و نپال زندگی می گند.
کرک کل تبتی، که شاهتوش نامیده می‌شود بسیار گران‌بها است. به این دلیل بسیار شکار می‌شود و در حال نابودی است.